# مسييه 66
مسييه 66 أو إم 66، والمعروفة أيضًا باسم NGC 3627، هي مجرة لولبية متوسطة تقع في النصف الجنوبي الاستوائي من برج الأسد. اكتشفها الفلكي الفرنسي شارل مسييه في 1 مارس 1780، حيث وصفها بأنها "طويلة جدًا وخافتة جدًا". هذه المجرة هي جزء من مجموعة مجرات صغيرة تشمل M65 وNGC 3628، والتي تُعرف بثلاثية الأسد أو مجموعة إم 66. تُعد إم 65 وإم 66 من الأجرام السماوية الشهيرة التي يراقبها الفلكيون الهواة، حيث تفصل بينهما 20 دقيقة قوسية فقط.
تصنف إم 66 على أنها SABb، مما يعني أن لها شكلًا لولبيًا مع وجود أضلع وأذرع لولبية متراخية. نسبة منحنى تساوي الإضاءة لها يبلغ 0.32، مما يدل على أنها تُرى من زاوية معينة. تبتعد إم 66 عن الأرض بسرعة شعاعية شمسية تقدر بـ 696.3±12.7 كم/ث. تقع على بُعد 31 مليون سنة ضوئية، ويبلغ عرضها حوالي 95 ألف سنة ضوئية، مع وجود خطوط غبار لافتة وكتل نجمية مشرقة على الأذرع اللولبية الممتدة.
نتيجة لتفاعلها الجاذبي مع NGC 3628 في الماضي، حدث تركيز شديد للكتلة في مركز المجرة، مما أدى إلى نسبة مرتفعة من الكتلة الجزيئية مقارنة بالذَرية، بالإضافة إلى وجود كتلة غير دوارة من مادة H I تم إزالتها من أحد الأذرع اللولبية. تظهر هذه الميزة بشكل ذراع لولبي بارز وغير عادي، مع خطوط غبار واضحة كما لوحظ في أطلس المجرات الغريبة.

## المستعرات العظمى
رصدت خمس مستعرات عظمى في المجرة إم 66:
- SN 1973R (النوع الثاني، القدر 14.5) اكتشفها ليونيدا روزينو في 19 ديسمبر 1973.[8]
- SN 1989B (النوع Ia، القدر 13) اكتشفها روبرت إيفانز في 30 يناير 1989.[9][10]
- SN 1997bs (النوع غير مؤكد، القدر 17) اكتشفها برنامج البحث عن المستعرات العظمى في مرصد ليك في 15 أبريل 1997. صُنف هذا الحدث في البداية كمستعر أعظم من النوع IIn، لكن التحليلات الأحدث تشير إلى أنه إما متغير أزرق شديد السطوع أو حدث عابر "مستعر غني بالكالسيوم".
- SN 2009hd (النوع الثاني، القدر 15.8) اكتشفها ليبرت (بيرتو) مونارد في 2 يوليو 2009.[11][12]
- SN 2016cok (النوع IIP، القدر 16.6) اكتشفه مشروع المسح الآلي لكل السماء [الإنجليزية] للمستعرات العظمى في 28 مايو 2016.[13][14]

## اقرأ أيضا
- نجم
- مجرة
- قزم أبيض
- عملاق أحمر
- الانفجار العظيم
- خط زمني للانفجار العظيم
- نجم نيوتروني
- ثقب أسود